# Francarville
Francarville (okzitanisch Francarvila) ist eine französische Gemeinde mit 185 Einwohnern (Stand: 1. Januar 2022) im Département Haute-Garonne in der Region Okzitanien (vor 2016 Midi-Pyrénées). Sie gehört zum Arrondissement Toulouse und zum Kanton Revel. Die Einwohner werden Francarvillois genannt.

## Lage
Francarville liegt in der Landschaft Lauragais an der Grenze zum Département Tarn, 24 Kilometer östlöich von Toulouse. Der Girou durchquert die Gemeinde im Nordosten. Umgeben wird Francarville von den Nachbargemeinden Bannières im Norden und Nordosten, Vendine im Osten, Loubens-Lauragais im Südosten, Mascarville im Süden, Prunet im Südwesten sowie Saussens im Westen und Nordwesten.

## Bevölkerungsentwicklung
| Jahr                       | 1962 | 1968 | 1975 | 1982 | 1990 | 1999 | 2006 | 2013 | 2020 |
| Einwohner                  | 125  | 100  | 67   | 103  | 108  | 154  | 169  | 184  | 174  |
| Quellen: Cassini und INSEE |      |      |      |      |      |      |      |      |      |

## Sehenswürdigkeiten

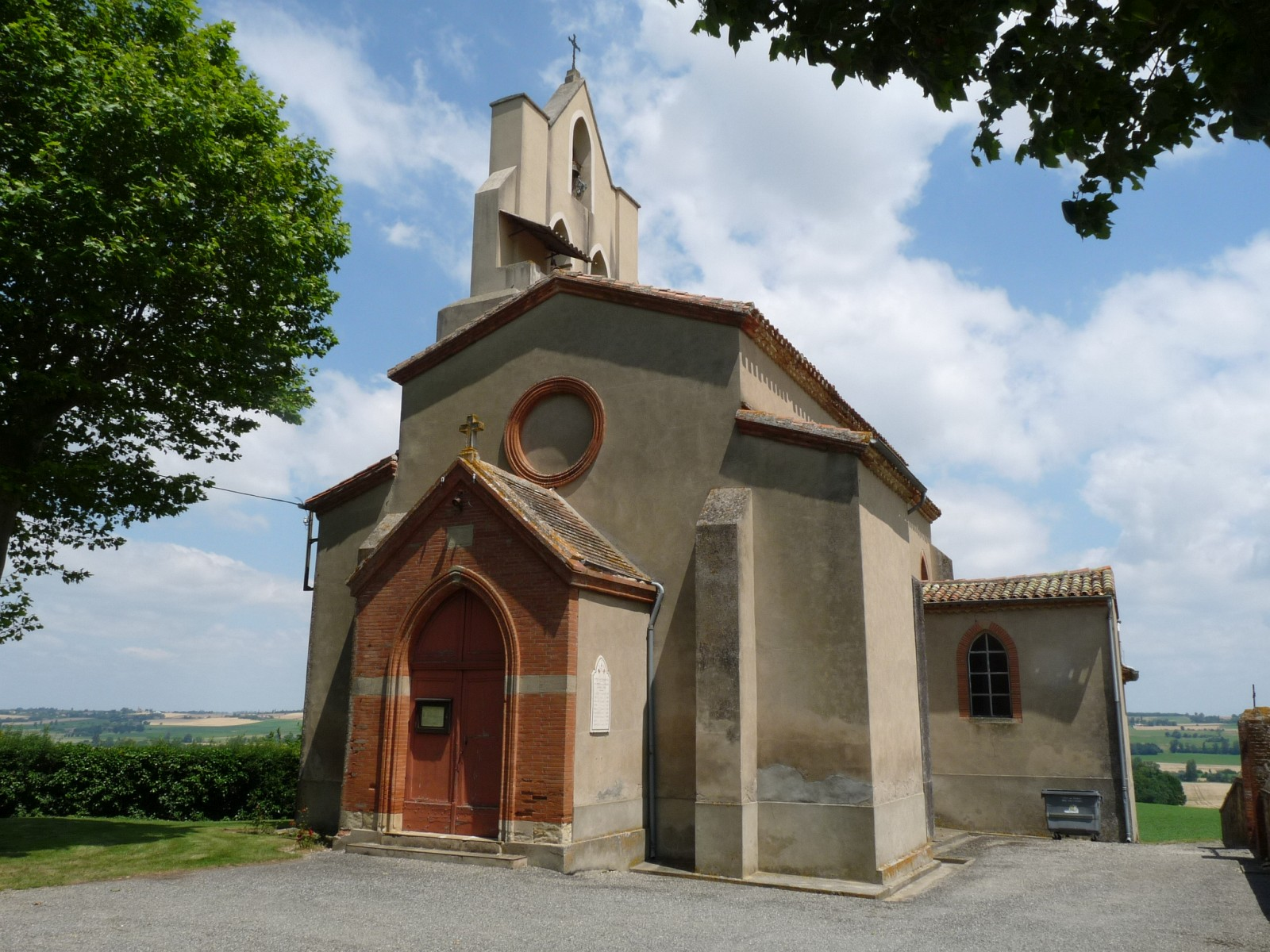
Kirche Notre-Dame
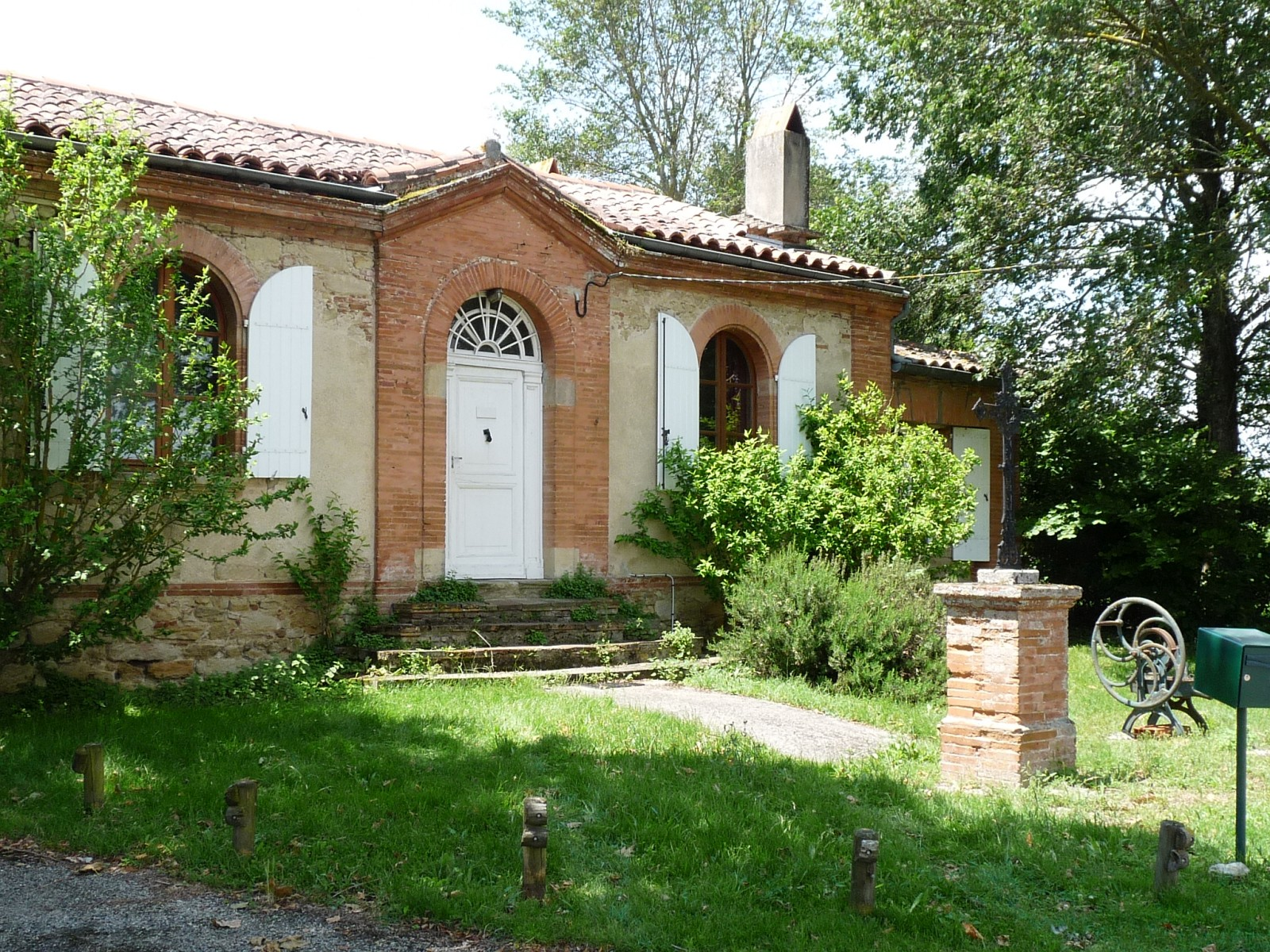
Ehemaliges Pfarrhaus

- Kirche Notre-Dame
- Ehemaliges Pfarrhaus